# 악락
애신각라 악락(愛新覺羅 岳樂, 1625년 ~ 1689년)은 청나라의 황족이다. 작호는 안화친왕이며, 청 태조 누르하치의 손자이자 순치제 및 강희제 시기의 공신이다. 누르하치의 7남인 요여민군왕 아바타이의 4남이다. 악락의 5녀인 화석유가공주는 순치제의 양녀로 입적되었다. 7녀 화석군주는 화석액부 곽락라 명상과 혼인하였으며, 그 딸이 강희제의 8황자 염친왕 윤사의 적복진이다. 악락은 8황자의 등극을 지지하였는데, 옹정제가 황위에 오르자 정적인 윤사를 제거하는 과정에서 안친왕의 작호도 박탈당한다.